# Kiratpur
Kiratpur (vaak ook Basi Kiratpur genoemd) is een stad en gemeente in het district Bijnor van de Indiase staat Uttar Pradesh.

## Demografie
Volgens de Indiase volkstelling van 2001 wonen er 55.310 mensen in Kiratpur, waarvan 52% mannelijk en 48% vrouwelijk is. De plaats heeft een alfabetiseringsgraad van 45%.